# Jarvis Kenrick
Jarvis Kenrick (Chichester, 13 novembre 1852 – Blatchington, 29 gennaio 1949) è stato un calciatore inglese, di ruolo attaccante.

## Carriera

### Club

#### Clapham Rovers
Nato a Chichester, nella contea del West Sussex, Jarvis Kenrick è stato il primo marcatore della storia della FA Cup: l'11 novembre 1871, infatti, siglò una doppietta mentre giocava con il Clapham Rovers Football Club nel match contro l'Upton Park.

#### Wanderers
Nel 1874 passò al Wanderers Football Club. Debuttò con i londinesi il 14 gennaio dello stesso anno, nella vittoria per 2-1 contro l'Uxbridge. Nel gennaio del 1875 segnò la sua prima e unica tripletta con il club nella partita contro l'Harrow Chequers. Kenrick vinse poi la FA Cup con i Wanderers per tre anni di fila, segnando tre reti in due finali consecutive: nella FA Cup 1876-1877 ne realizzò una e in quella del 1877-1878 due. Fu anche segretario del club: successe, verso la fine del 1875, a Charles Alcock.

#### Lancing Old Boys
Dopo 51 presenze condite da 20 reti (quarto posto nella classifica dei migliori marcatori della storia del club), ed enormi successi ottenuti con la maglia dei Wanderers, Kenrick decise di trasferirsi al Lancing Old Boys Football Club, squadra fondata nel 1877.

## Palmarès
- Coppa d'Inghilterra: 3

Wanderers: 1875-1876, 1876-1877, 1877-1878